# Milt Palacio
Milton "Milt" Palacio (Los Angeles, Kalifornija, 7. veljače 1978.) američki je profesionalni košarkaš. Ima dvojno državljanstvo, jer su mu roditelji iz Belizea. Igra na poziciji razigravača, a trenutačno je slobodan igrač.

## Karijera
Nastupao je za sveučilište Colorado State, a u dosadašnjoj karijeri još je nastupao za Vancouver Grizzliese, Boston Celticse, Phoenix Sunse, Cleveland Cavalierse, Toronto Raptorse i Utah Jazz. U NBA ligi je prosječno postizao 4.8 poena po susretu. Pred sezonu 2007./08. odlazi Srbiju i potpisuje za Partizan. U 28 utakmica odigranih u regionalnoj ligi gdje je s Crno-bijelima došao do naslova prvaka, Palacio je bilježio 12.5 koševa, 2.3 skoka, 3.9 asistencije i 1.4 osvojene lopte po susretu, dok je u Euroligi s Partizanom došao do četvrtfinala, a nastupivši 23 puta ubacivao je 12.5 poena uz 2.7 skokova, 3.3 asistencije i 1.3 osvojene lopte po utakmici. U ljeto 2008. odlazi u Rusiju i potpisuje dvogodišnji ugovor s moskovskim Himkijem. Nakon jedne godine napustio je Himki i postao slobodan igrač. Sredinom rujna dogovorio je suradnju s beogradskim klubom za predstojeću sezonu., no nakon što se nije pojavio na vrijeme na američkoj turneji, Partizan je raskinuo suradnju s njim.

## Vanjske poveznice
- Profil na NBA.com
- Profil na Euroleague.net